# Vörösödő pókhálósgomba
A vörösödő pókhálósgomba (Cortinarius cyanites) a pókhálósgombafélék családjába tartozó, Európában és Észak-Amerikában honos, lombos és tűlevelű erdőkben élő, nem ehető gombafaj. 

## Megjelenése
A vörösödő pókhálósgomba kalapja 3-9 cm széles, fiatalon félgömb alakú, majd domborúan, idősen laposan kiterül. Felszíne benőtten szálas, eleinte nyálkás, majd száraz. Színe szürkésbarna, a széle felé szürkéskék. Széle sokáig begöngyölt marad. 
Húsa kékesfehér, a lemezek fölött sötétebb kék, a tönkben kékes; sérülésre 2-3 percen belül borvörösre változik, különösen a tönk tövében. Szaga kellemesen gyümölcsös, íze édeskés vagy kesernyés.  
Közepesen sűrű lemezei tönkhöz nőttek. Színük kékeslila, később barnáslila. 
Tönkje 4,5-10 cm magas és 1-1,5 cm vastag. Alakja bunkós, a tövénél 1,5-4 cm-re megvastagodik. Színe fehéres, világoskék vagy szürkéskék. A lemezeket védő részleges burokból lilás, szürkéskékes cafrangok maradhatnak a tönkön.   
Spórapora rozsdabarna. Spórája mandula alakú, közepesen szemölcsös, mérete 8,8-10,9 x 5,2-6,3 μm.

### Hasonló fajok
A hagymatönkű pókhálósgomba, a bíborlila pókhálósgomba, a bakszagú pókhálósgomba, a sötétlila pókhálósgomba, esetleg a lila pereszke hasonlít hozzá. 

## Elterjedése és termőhelye
Európában és Észak-Amerikában honos. 
Lomberdőkben (bükkösökben) és fenyvesekben él. Nyáron és ősszel terem. 
Nem ehető és mérgező fajokkal összetéveszthető. 

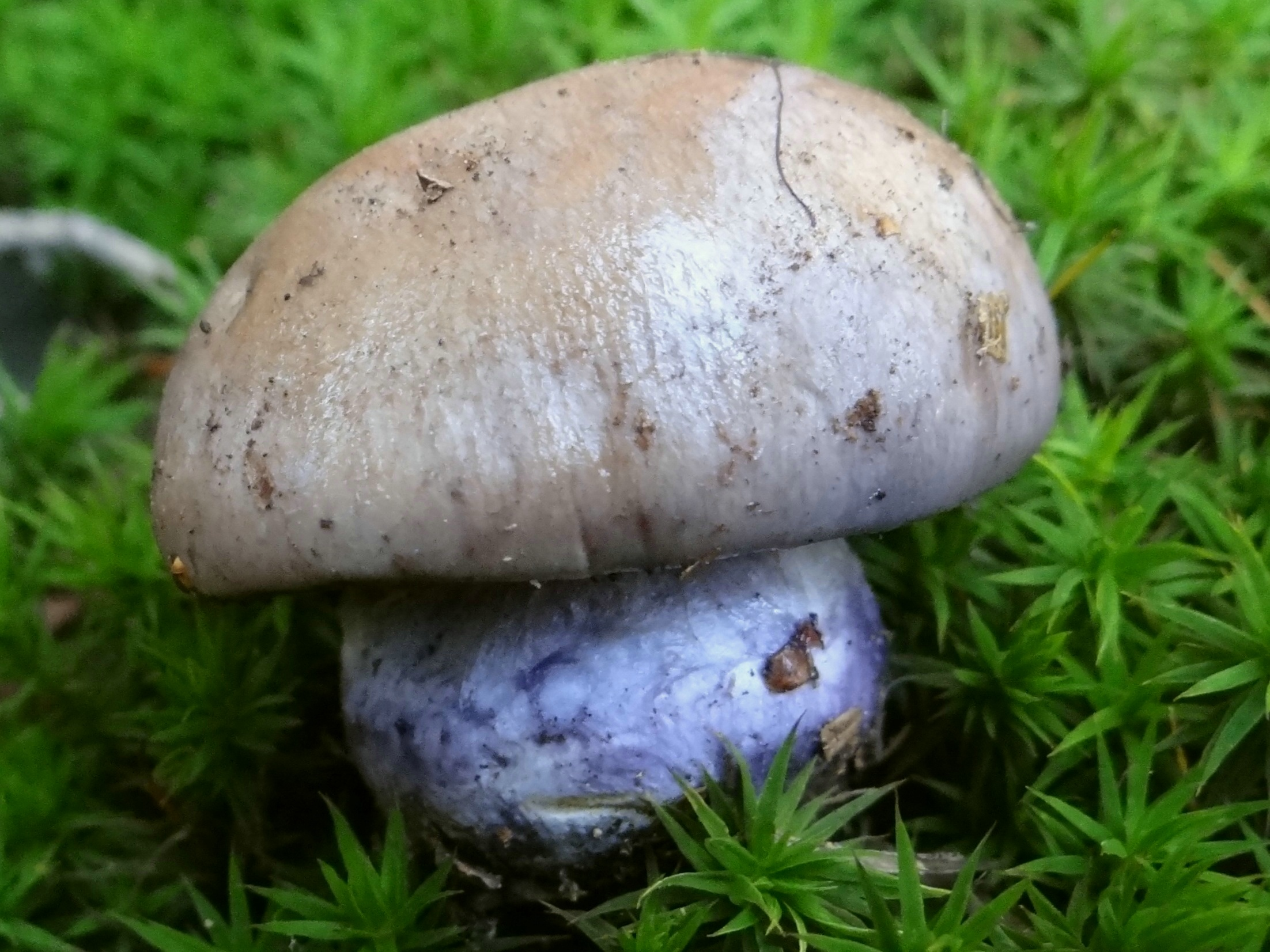
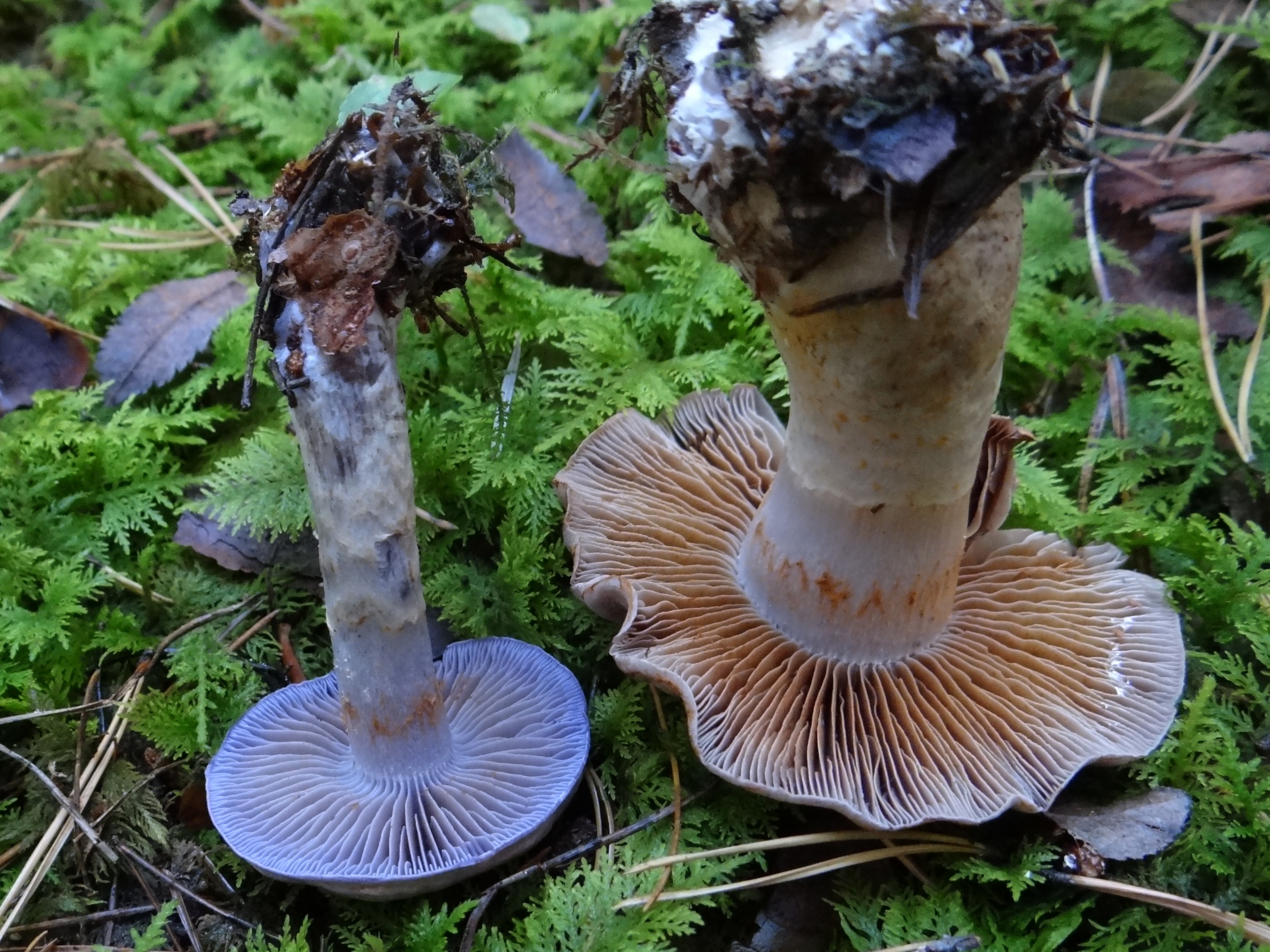
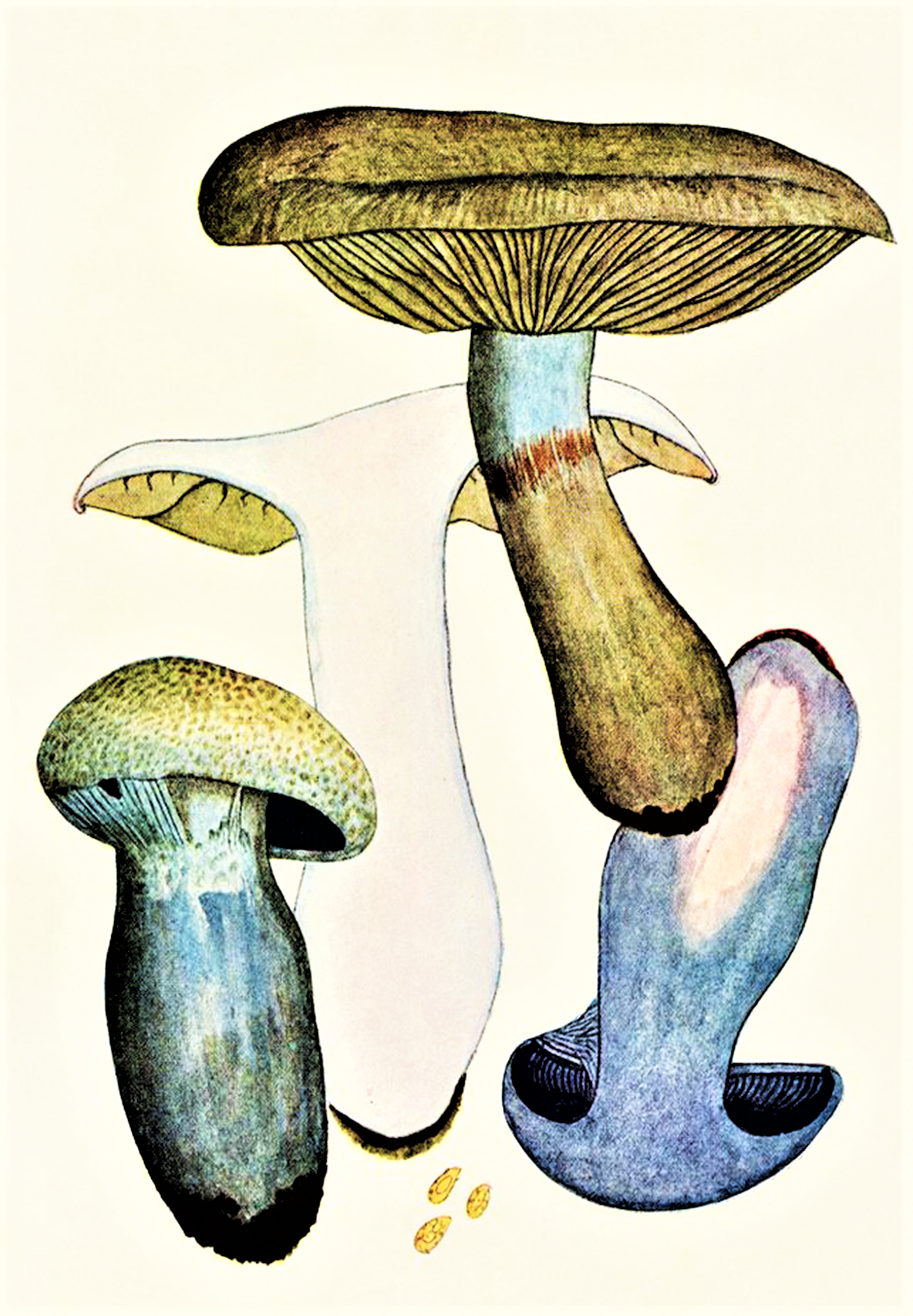